# Горошко Владислав Вікторович
Владислав Вікторович Горошко — солдат ОЗСП «Азов» Національної гвардії України, учасник російсько-української війни, що загинув у ході російського вторгнення в Україну в 2022 році.

## Життєпис
Владислав Горошко народився 28.03.2001 року у Маріполі Донецької області. Військову службу проходив на посаді номера обслуги 1-ї обслуги гармати 1-го гаубично- артилерійського взводу 2-ї гаубичної батареї габичного артилерійського дивізіону в складі окремого загону спеціального призначення НГУ «Азов». У ході повномасштабного військового вторгнення РФ в Україну з побратимами захищали Маріуполь на Донеччині. Загинув хоробрий воїн 26 березня 2022 року.

## Нагороди
- орден За мужність III ступеня (2022, посмертно) — за особисту мужність і самовіддані дії, виявлені у захисті державного суверенітету та територіальної цілісності України, вірність військовій присязі[1].